# Rue Waldeck-Rousseau
La rue Waldeck-Rousseau est une voie du 17e arrondissement de Paris, en France.

## Situation et accès
La rue Waldeck-Rousseau est une voie publique située dans le 17e arrondissement de Paris. Elle débute au 212 ter, boulevard Pereire et se termine au 91, avenue des Ternes.

## Origine du nom
Elle porte le nom de l'avocat et homme politique français Pierre Waldeck-Rousseau (1846-1904).

## Historique
Cette voie est ouverte sous sa dénomination actuelle en 1904 sur un ancien dépôt d'omnibus et classée dans la voirie de Paris par un décret du 24 janvier 1924.